# Papageienbuch

Eine Seite aus dem Papageienbuch (Tuti-Nameh), um 1560

Das Papageienbuch basiert auf einer indischen Märchensammlung, die im 12. Jahrhundert in Sanskrit niedergeschrieben wurde. Der Titel Sukasaptati bezieht sich auf die siebzig Erzählungen eines Papageis, die von einer Rahmenhandlung gestützt werden. Durch die Erzählungen soll die Frau eines Kaufmanns, der sich auf Geschäftsreise befindet, vom Ehebruch abgehalten werden.
In gekürzter Form wurde diese Sammlung Anfang des 14. Jahrhunderts von dem Dichter Ziya' al-Din Nachschabi (persisch ضیاءالدین نخشبی) ins Persische übersetzt, redigiert und als Tuti nameh veröffentlicht. Sie enthält jetzt 52 Erzählungen, von denen einige aus dem Sindbad-Zyklus aus Tausend und eine Nacht stammen.
Im 15. Jahrhundert gelangte das Papageienbuch in türkischer und persischer Sprache nach Europa, wo es bald ins Englische und Deutsche übersetzt wurde. Eine bekannte deutsche Übersetzung stammt von Georg Rosen und erschien 1858 in 2 Bänden.
Die tibetische Version des Papageienbuches wurde 1983 in Deutsch veröffentlicht, die Ausgabe entstand im Rahmen des Sonderforschungsbereichs 12 Zentralasien der Universität Bonn.
Unter Kaiser Akbar entstand eine prächtig im Stil der Mogulmalerei illustrierte Ausgabe des Papageienbuchs, die sich heute im Cleveland Museum of Art befindet.

## Enthaltene Märchen
- Geschichte des Kaufmanns Saïd und seines Sohnes Saïd
- Von dem Taugenichts mit den achtzig Frommen
- Vom Kaufmann und dem Papagei
- Legende von Abraham
- Geschichte des Merdi-Djânbâz
- Geschichte des Mädchens von Nischabur
- Geschichte vom Goldschmied und dem Tischler
- Geschichte vom indischen Königssohn und dem Weibe des Kriegers
- Geschichte von dem Kaufmann und der jungen Frau
- Geschichte der Merhûma
- Geschichte des Königs und des arzneikundigen Papageien
- Geschichte des Affen Zeirek und des Schloßvogtsohns
- Geschichte der hölzernen Jungfrau und ihrer Liebhaber
- Geschichte des Derwischs Hawâjî
- Geschichte des Abul-Medjd und des Königs Behwâdj
- Geschichte vom alten Königssohn und der Feentochter
- Geschichte vom König Kobad und seinem Papagei
- Legende von Salomo und dem Igel
- Geschichte vom Kaufmann und Vezierssohn
- Geschichte vom Vezier, der das Meer einladen sollte
- Fabel vom Löwen und vom Schafe
- Von der Entschuldigung, die schlimmer ist als das Vergehen
- Geschichte von der geistreichen Königstochter
- Die Abenteuer am Hochzeitsabend
- Vom königlichen Säugling und der Musik
- Geschichte vom Scheich Djuneid
- Wie Sâz-Perdâz das Saiteninstrument erfindet
- Geschichte von der Reue des Katers
- Der Kalif und die Fliegen
- Geschichte vom Fuchs und der jungen Frau von Khorasan
- Geschichte der beiden Nachtwandler
- Geschichte des Jünglings, der dem Mansûr nachahmte
- Geschichte des Königssohns von Bâbil
- Moses und der Habicht
- Geschichte der klugen Zarîfa und ihres bösen Bruders
- Geschichte der frommen Djemîle
- Geschichte von dem Greise, der nie verliebt gewesen
- Der Kaufmann und der Löwenkönig
- Geschichte von Gulfischân und der treulosen Veziersfrau
- Geschichte von dem Schädel, durch den achtzig Menschen das Leben verloren
- Geschichte vom König Djâmasp und seinem Papagei
- Geschichte der treulosen Heme-Nâz
- Geschichte von der edlen Meimûne und dem bösen Muchtâr
- Geschichte von dem habsüchtigen Sticker
- Legende von Ibrâhîm ibn Edhem
- Der Schakal und das räudige Kamel
- Geschichte von dem Beduinen und dem Kalifen Mamûn
- Geschichte vom Luchs und dem Löwen
- Der Wolf und der Schakal
- Geschichte von der Pelenk-Ferîb und dem Tiger
- Geschichte von dem Kalifen und dem Giftmischer
- Geschichte des Schakals, der sich für einen Pfauen ausgab
- Der Esel in der Löwenhaut (Märchen)|Der Esel in der Löwenhaut
- Geschichte von Ajas und Mahmûra
- Geschichte der schönen Zohra
- Geschichte von den vertauschten Köpfen
- Geschichte von der Königstochter zu Bâbil und dem Brahmanen Ghalatnuma
- Geschichte von dem Könige von Zâbil und der schönen Mahrûsa
- Geschichte des Königs von Chatâi
- Geschichte von der schlauen Schehr-Arâm
- Geschichte von der schönen Prinzessin von Griechenland
- Vom Esel, der zur Unzeit schrie
- Vom Holzhauer, der zur Unzeit tanzte
- Geschichte des Kaufmannssohns Obeida
- Geschichte des Blinden und der treulosen Frau
- Geschichte des Sâlih
- Der Rat des Widders
- Geschichte von dem Barbier, der dem Kaufmann nachahmte
- Geschichte des Königs von China
- Geschichte von den vier habsüchtigen Reisegefährten
- Geschichte des Jünglings von Bagdad
- Geschichte von dem weisen Landmanne
- Von dem Käufer und Verkäufer
- Heftreng, der verhängnisvolle Vogel[2]

## Deutschsprachige Ausgaben
- Wolfgang Morgenroth (Hrsg. und Übers.): Das Papageienbuch. Liebesgeschichten und Fabeln aus dem alten Indien. Rütten und Loening, Berlin 1968; Illustrationen von Renate Göritz (zahlreiche weitere Ausgaben, zuletzt bei: AB - Die Andere Bibliothek, Berlin 2023, ISBN 978-3-8477-0467-6).
- Ernst Roenau (Nacherzähler): Das persische Papageienbuch. Buchschmuck Rosà. Artur Wolf, Wien 1922 (bei Internet Archive)
- Georg Rosen (Übersetzer): Tuti-Nameh. Das Papageienbuch. Eine Sammlung orientalischer Erzählungen. Insel Taschenbuch, Frankfurt a.M/Leipzig 1994, ISBN 978-345833324-1